# Église Santa Maria Assunta de Corciano
L'église Santa Maria Assunta (en italien, Chiesa di santa Maria Assunta) dédiée à l'Assomption de la Vierge au Ciel est un édifice religieux situé à Corciano, dans la province de Pérouse, en Italie. L'édifice situ près de la place principale de Corciano abrite la fresque Retable de Corciano, peint en 1513 par Le Pérugin, peintre ombrien de la Renaissance.

## Histoire
D'origine gothique, le plus ancien document la concernant date de 1254. 
Entre 1332 et 1334, elle prit le nom de « Pievana » et fut dotée de fonts baptismaux et servit de cimetière. Dans la seconde moitié du XIXe siècle (1870) l'église passa du style gothique à un style néo-classique. Un nouveau campanike est ajouté, utilisant une tour médiévale carrée en pierre située à proximité.

## Extérieur
L'édifice présente à l'extérieur une élégante façade en pierre rose et blanche, avec un portail central, surmonté d'une niche avec une statue de la Vierge et sur la partie supériere, une rosace. 

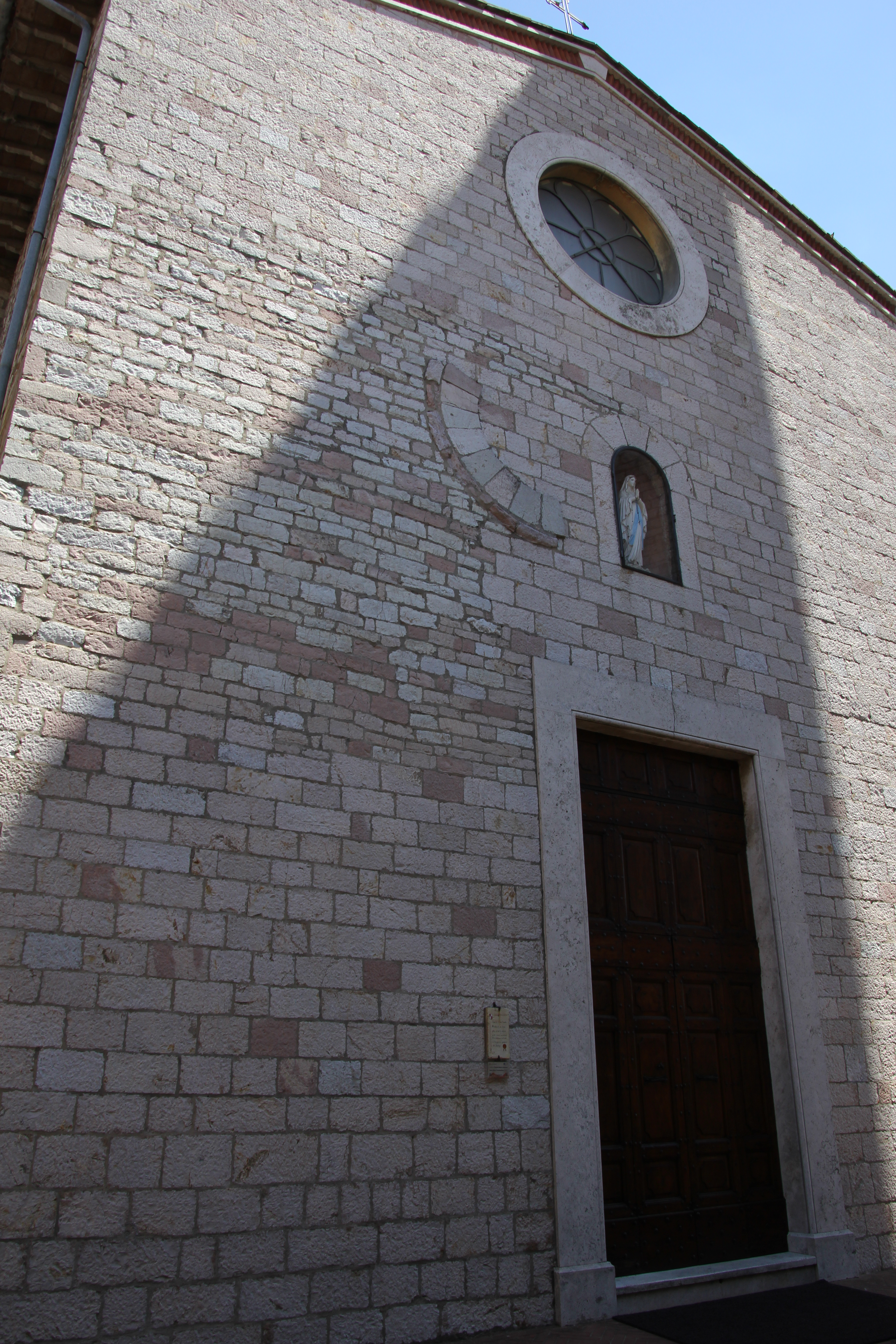
Façade de l'église.

## Intérieur
L'édifice présente à l'intérieur une structure est à nef unique, avec unpresbytère surélevé, une abside centrale et plusieurs autels.
Le Retable de Corciano, œuvre du peintre Le Pérugin (1513), situé au-dessus du maître-autel.. 

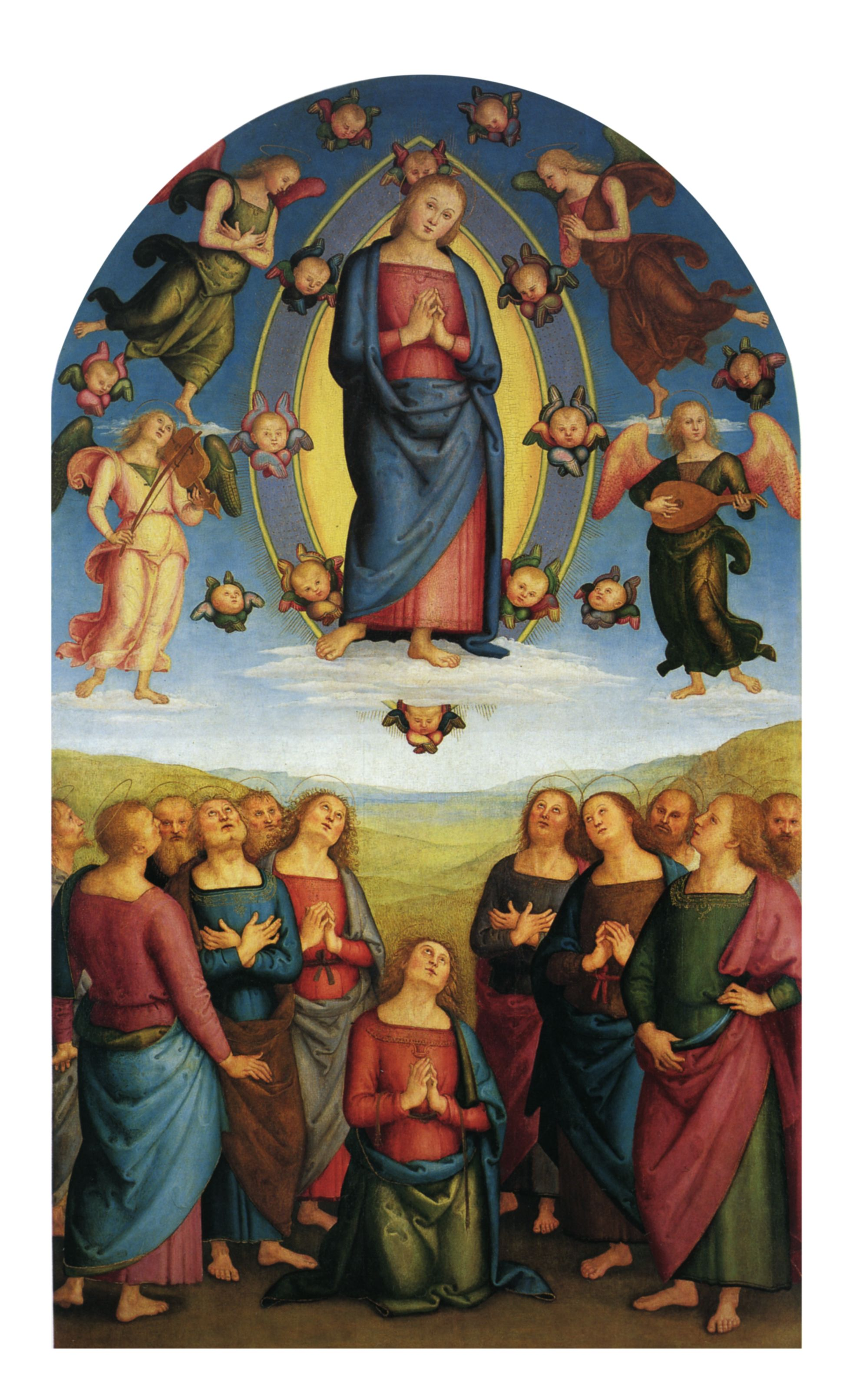
Retable de Corciano, Le Pérugin (1513).

L'église compte deux autels latéraux : celui de droite, dédié à la Vierge du Rosaire, où se trouve une statue, et celui de gauche, dédié au Sacré-Cœur, où se trouve dans la niche, une statue du même nom. 
Le Gonfalon de Corciano (1464) (bannière processionnelle de la peste), peint par Benedetto Bonfigli y est conservé depuis 1879.  

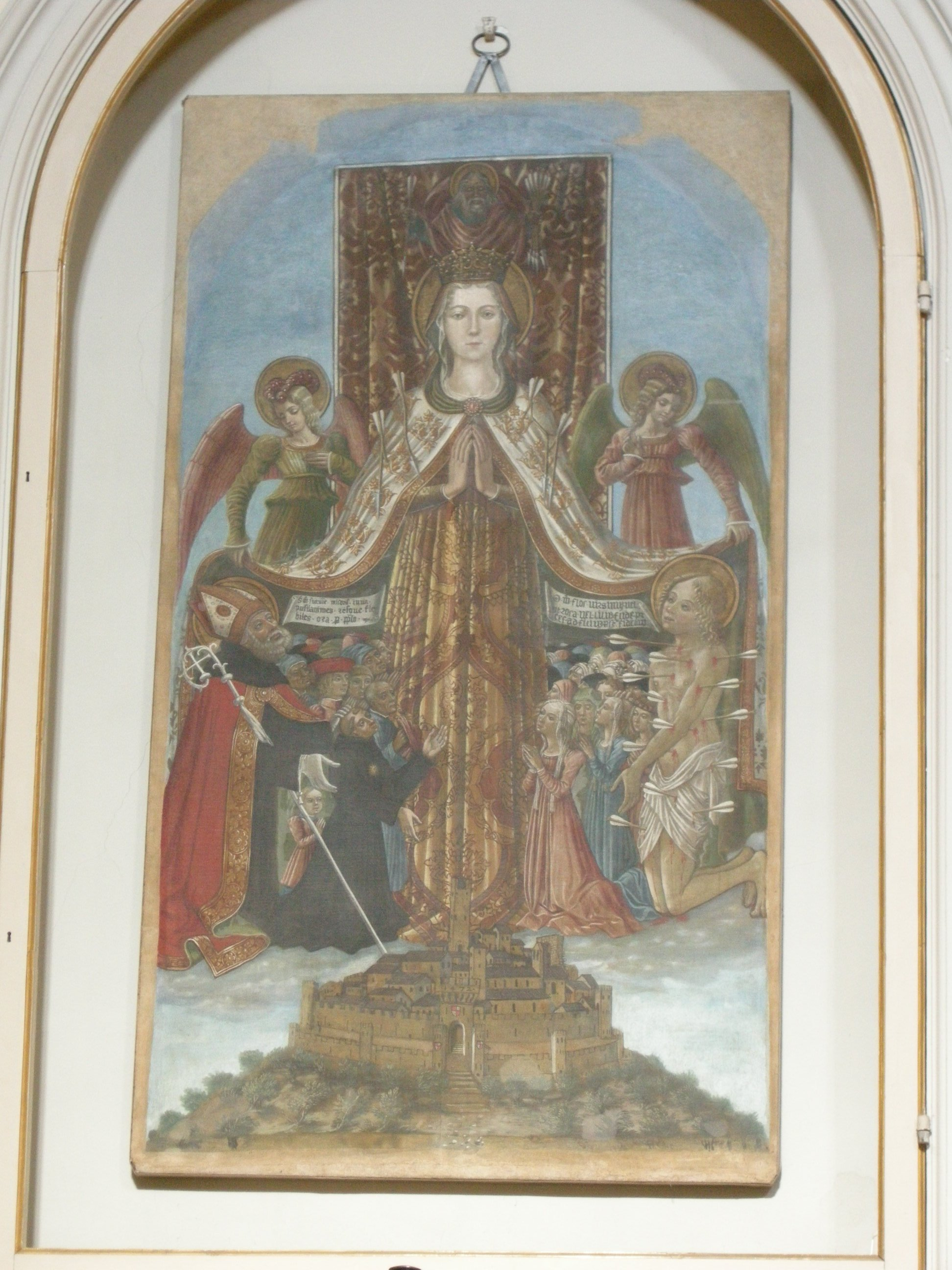
Gonfalon de Corciano, Benedetto Bonfigli (1464).

Sous le chœur, à droite, se trouvent les fonts baptismaux, et derrière, une fresque, le Baptême du Christ, peinte en 1946 par Don Guerriero Giappesi, inspirée par l'art futuriste de Gerardo Dottori. 
En face se trouve le monument funéraire du cardinal Luigi Rotelli, réalisé en 1891 par un sculpteur pérugin.
Au-dessus de l'entrée principale se trouve un orgue à tuyaux réalisé en 1863 par les maîtres facteurs d'orgues Angelo et Nicola Morettini (pour cinq cents lires).